# Sprimont
Sprimont is een plaats en gemeente in de Belgische provincie Luik. De gemeente telt ruim 15.000 inwoners. Op het grondgebied van Sprimont ligt het bedevaartsoord Banneux.

## Kernen
Naast Sprimont zelf liggen in de gemeente nog vier andere deelgemeenten.

### Deelgemeenten
| # | Naam            | Opp. (km²) | Inwoners (2020) | Inwoners per km² | NIS-code |
| - | --------------- | ---------- | --------------- | ---------------- | -------- |
| 1 | Sprimont        | 26,99      | 6.268           | 232              | 62100A   |
| 2 | Louveigné       | 21,64      | 4.305           | 199              | 62100B   |
| 3 | Rouvreux        | 8,33       | 1.786           | 214              | 62100C   |
| 4 | Dolembreux      | 10,55      | 1.617           | 153              | 62100D   |
| 5 | Gomzé-Andoumont | 7,02       | 933             | 133              | 62100E   |

### Overige kernen
In deze deelgemeenten zijn de volgende dorpen en gehuchten gelegen:
- In Dolembreux liggen Betgné, Hautgné en Hayen.
- In Gomzé-Andoumont liggen Gomzé, Andoumont en Les Forges.
- In Rouvreux ligt Florzé.
- In Louveigné liggen Adzeux, Banneux, Blindef, Cornemont, Hotchamps en Stinval.
- In Sprimont zelf liggen onder meer Chanxhe, Damré, Fraiture, Lincé, Noidré, Ogné, Presseux en Rivage.

## Foto's

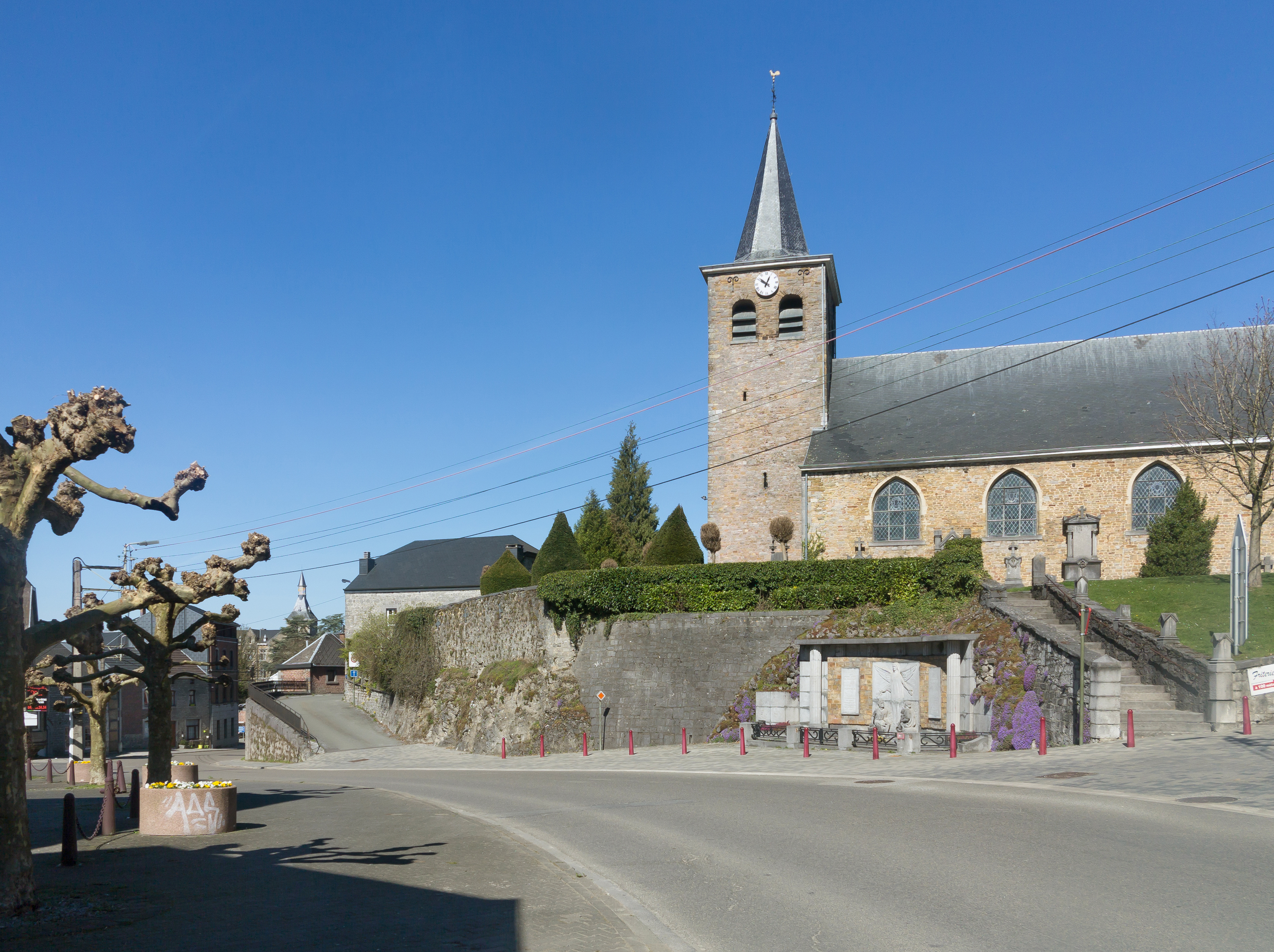
Sprimont, kerk: l'église Saint Martin
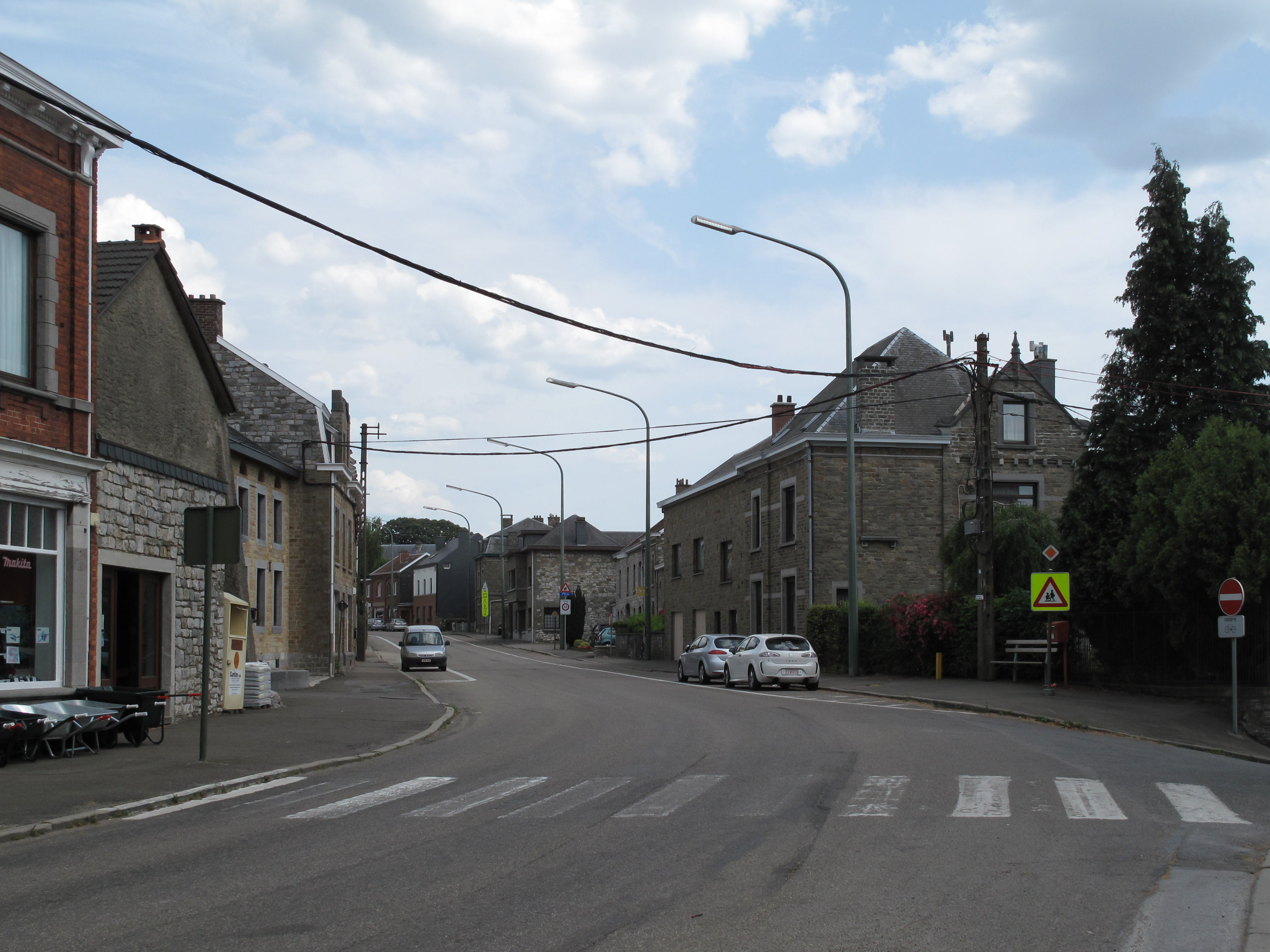
Louveigné, straatzicht
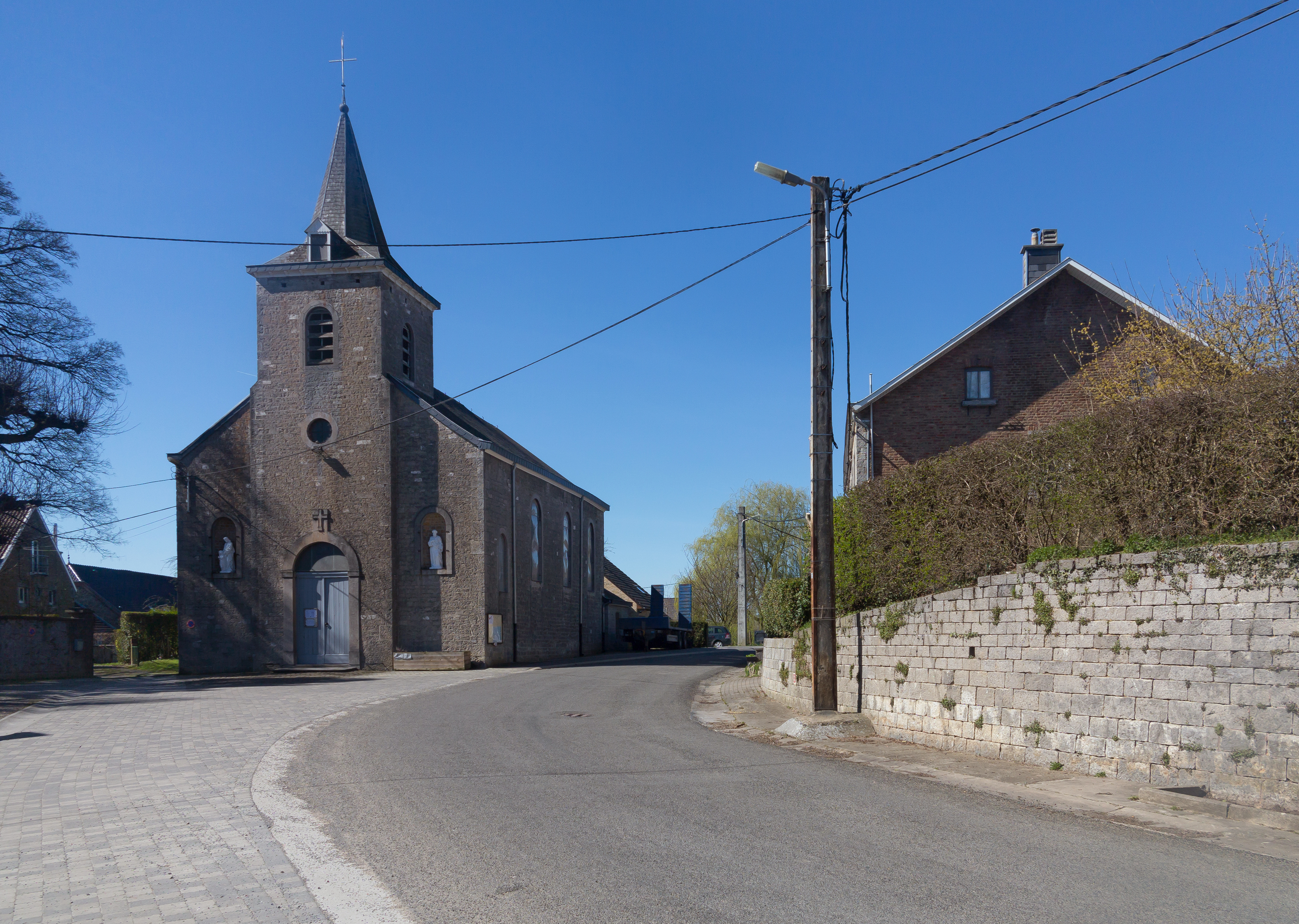
Florzé, kerk: l'église Saint-Pierre
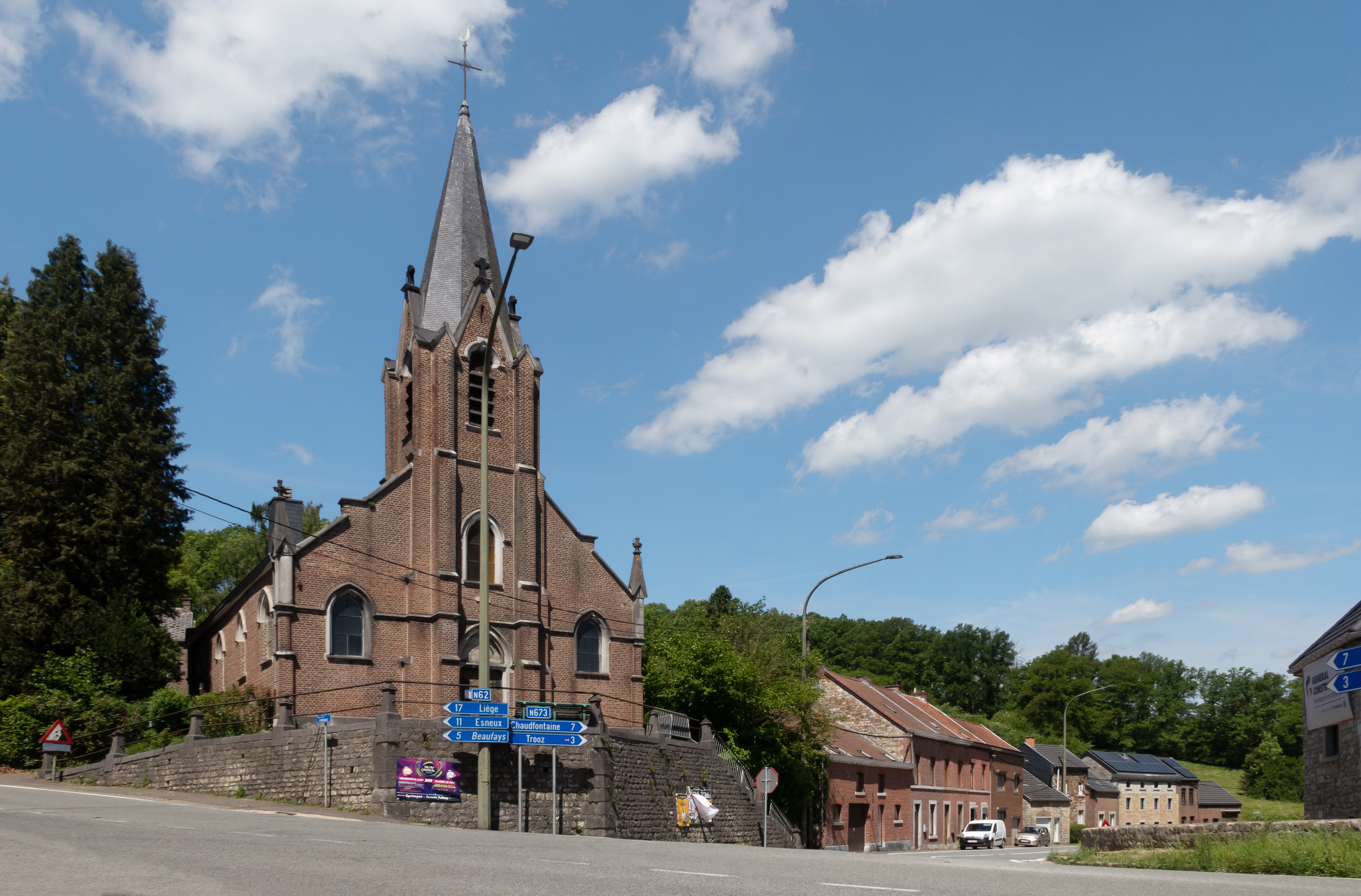
Les Forges, kerk: la Nativité de la Sainte-Vierge
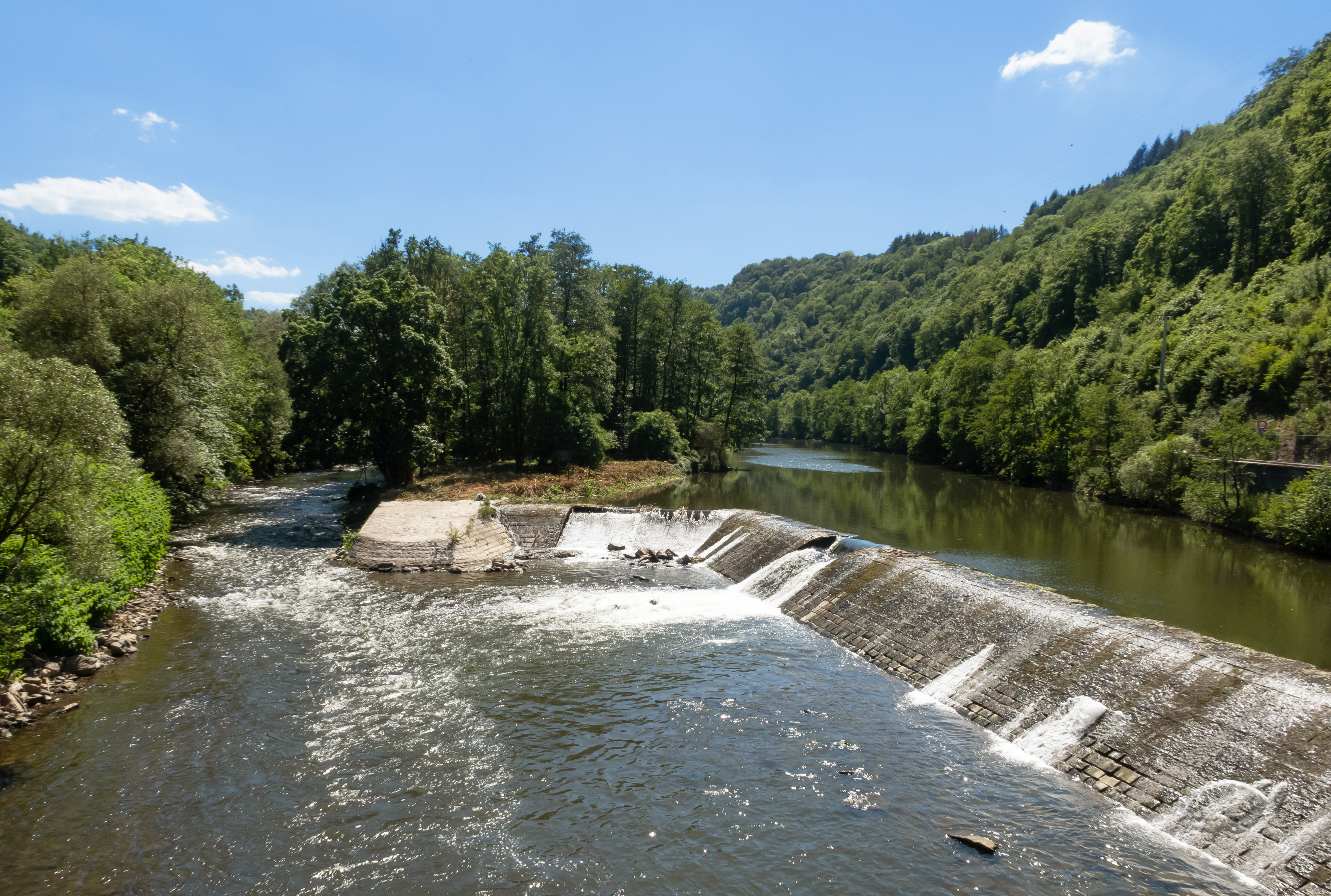
bij Chanxhe, de Ourthe
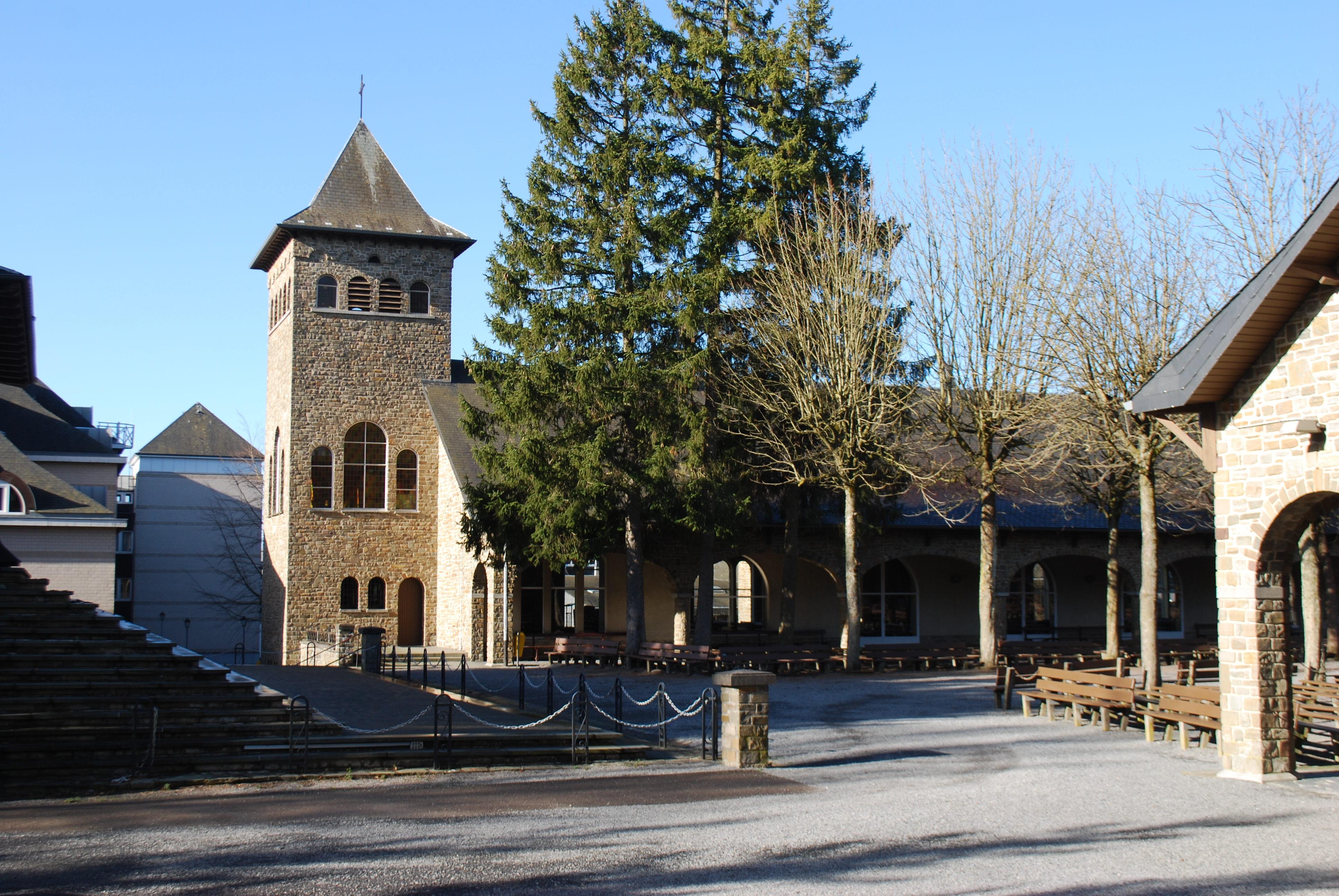
Banneux, Bedevaartkerk

## Demografische ontwikkeling

### Demografische evolutie voor de fusie
- Bron:NIS - Opm:1831 t/m 1970=volkstellingen op 31 december
- 1880: Afsplitsing van Dolembreux in 1879
- 1890: Afsplitsing van Rouvreux in 1886

### Demografische ontwikkeling van de fusiegemeente
Alle historische gegevens hebben betrekking op de huidige gemeente, inclusief deelgemeenten, zoals ontstaan na de fusie van 1 januari 1977.
- Bronnen:NIS, Opm:1831 tot en met 1981=volkstellingen; 1990 en later= inwonertal op 1 januari

| Inwoners van jaar tot jaar op 1 januari 1992 tot heden | Inwoners van jaar tot jaar op 1 januari 1992 tot heden | Inwoners van jaar tot jaar op 1 januari 1992 tot heden |
| jaar                                                   | Aantal                                                 | Evolutie: 1992=index 100                               |
| ------------------------------------------------------ | ------------------------------------------------------ | ------------------------------------------------------ |
| 1992                                                   | 11.230                                                 | 100,0                                                  |
| 1993                                                   | 11.400                                                 | 101,5                                                  |
| 1994                                                   | 11.577                                                 | 103,1                                                  |
| 1995                                                   | 11.719                                                 | 104,4                                                  |
| 1996                                                   | 11.847                                                 | 105,5                                                  |
| 1997                                                   | 12.115                                                 | 107,9                                                  |
| 1998                                                   | 12.247                                                 | 109,1                                                  |
| 1999                                                   | 12.272                                                 | 109,3                                                  |
| 2000                                                   | 12.426                                                 | 110,7                                                  |
| 2001                                                   | 12.454                                                 | 110,9                                                  |
| 2002                                                   | 12.570                                                 | 111,9                                                  |
| 2003                                                   | 12.697                                                 | 113,1                                                  |
| 2004                                                   | 12.772                                                 | 113,7                                                  |
| 2005                                                   | 12.811                                                 | 114,1                                                  |
| 2006                                                   | 12.782                                                 | 113,8                                                  |
| 2007                                                   | 12.950                                                 | 115,3                                                  |
| 2008                                                   | 13.206                                                 | 117,6                                                  |
| 2009                                                   | 13.358                                                 | 118,9                                                  |
| 2010                                                   | 13.614                                                 | 121,2                                                  |
| 2011                                                   | 13.735                                                 | 122,3                                                  |
| 2012                                                   | 13.966                                                 | 124,4                                                  |
| 2013                                                   | 14.087                                                 | 125,4                                                  |
| 2014                                                   | 14.241                                                 | 126,8                                                  |
| 2015                                                   | 14.402                                                 | 128,2                                                  |
| 2016                                                   | 14.417                                                 | 128,4                                                  |
| 2017                                                   | 14.490                                                 | 129,0                                                  |
| 2018                                                   | 14.645                                                 | 130,4                                                  |
| 2019                                                   | 14.712                                                 | 131,0                                                  |
| 2020                                                   | 14.909                                                 | 132,8                                                  |
| 2021                                                   | 14.932                                                 | 133,0                                                  |
| 2022                                                   | 15.043                                                 | 134,0                                                  |
| 2023                                                   | 15.159                                                 | 135,0                                                  |
| 2024                                                   | 15.141                                                 | 134,8                                                  |
| 2025                                                   | 15.171                                                 | 135,1                                                  |

## Geschiedenis

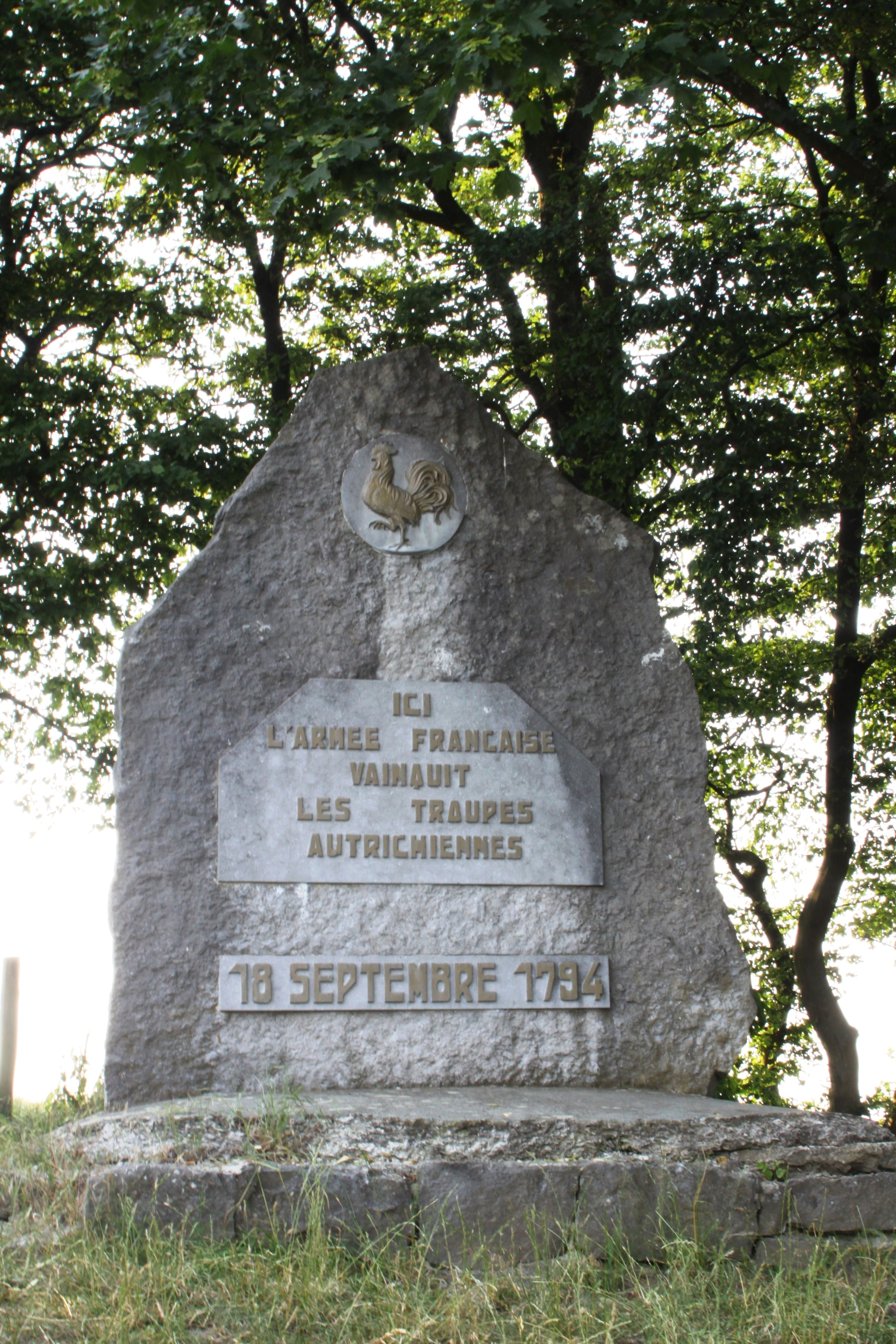
Monument van de veldslag van 1794

Op het grondgebied van Sprimont zijn de oudste sporen van menselijke aanwezigheid in de Benelux aangetroffen. Het gaat om stenen werktuigen van zo'n 500.000 jaar oud in de voormalige Grot van Belle-Roche.
Tot de opheffing van het hertogdom Limburg was Sprimont de hoofdplaats van een van de vijf Limburgse hoogbanken. Deze hoogbank vormde een exclave, omdat zij niet aan de andere grensde. De hoogbank (schepenbank) Sprimont vormde samen met de hoogbank Herve de Waalse hoogbanken van het hertogdom Limburg (Quartier wallon). Bij de Franse opmars in 1794 vond hier op 17 en 18 september de Slag bij Sprimont plaats tussen het Oostenrijkse leger onder commando van Clerfait en het Franse Samber en Maasleger onder commando van Jean-Baptiste Jourdan.
Net als de rest van het hertogdom werd Sprimont bij de annexatie van de Zuidelijke Nederlanden door de Franse Republiek in 1795 opgenomen in het toen gevormde departement Ourthe.
In 1933 had Mariette Beco in Banneux een Mariaverschijning, na erkenning door de RK-kerk in 1949 werd Banneux een populaire bedevaartsplaats.

## Politiek

### Resultaten gemeenteraadsverkiezingen sinds 1976
| Partij               | Partij                                     | 10-10-1976 | 10-10-1976 | 10-10-1982 | 10-10-1982 | 9-10-1988 | 9-10-1988 | 9-10-1994 | 9-10-1994 | 8-10-2000 | 8-10-2000 | 8-10-2006 | 8-10-2006 | 14-10-2012 | 14-10-2012 | 14-10-2018 | 14-10-2018 | 13-10-2024 | 13-10-2024 |
| Stemmen / Zetels     | Stemmen / Zetels                           | %          | 19         | %          | 21         | %         | 21        | %         | 21        | %         | 23        | %         | 23        | %          | 23         | %          | 23         | %          | 25         |
| -------------------- | ------------------------------------------ | ---------- | ---------- | ---------- | ---------- | --------- | --------- | --------- | --------- | --------- | --------- | --------- | --------- | ---------- | ---------- | ---------- | ---------- | ---------- | ---------- |
|                      | PS1 / VIVREA / e-PS2                       | 32,551     | 7          | 33,411     | 7          | 33,751    | 7         | 32,771    | 7         | 31,871    | 7         | 42,44A    | 10        | 28,631     | 7          | 22,782     | 5          | 16,571     | 4          |
|                      | ECOLO1 / VIVREA                            | -          |            | 8,191      | 1          | 9,431     | 1         | 12,281    | 2         | 17,81     | 3         | 42,44A    | 10        | 10,721     | 2          | -          |            | 7,241      | 1          |
|                      | PSC-PRLB / ECC / EC-cdH-MRD / Bourgmestre1 | 52,57B     | 12         | 57,01B     | 13         | 54,38B    | 13        | 54,94C    | 12        | 50,32C    | 13        | 55,42D    | 13        | 40,841     | 10         | 40,291     | 10         | 55,151     | 15         |
|                      | PSC-PRLB / ECC / EC-cdH-MRD / EC1 / cdH2   | 52,57B     | 12         | 57,01B     | 13         | 54,38B    | 13        | 54,94C    | 12        | 50,32C    | 13        | 55,42D    | 13        | 19,811     | 4          | 14,032     | 3          | 55,151     | 15         |
|                      | MCS Citoyen                                | -          |            | -          |            | -         |           | -         |           | -         |           | -         |           | -          |            | 22,90      | 5          | 21,03      | 5          |
| Anderen(*)           | Anderen(*)                                 | 14,89      | 0          | 1,39       | 0          | 2,44      | 0         | -         |           | -         |           | 2,14      | 0         | -          |            | -          |            | -          |            |
| Totaal stemmen       | Totaal stemmen                             | 5849       | 5849       | 6557       | 6557       | 7017      | 7017      | 7541      | 7541      | 8268      | 8268      | 8849      | 8849      | 9428       | 9428       | 9953       | 9953       | 10271      | 10271      |
| Opkomst %            | Opkomst %                                  |            |            |            |            | 92,87     | 92,87     | 91,15     | 91,15     | 90,76     | 90,76     | 92,31     | 92,31     | 88,11      | 88,11      | 88,06      | 88,06      | 86,51      | 86,51      |
| Blanco en ongeldig % | Blanco en ongeldig %                       | 1,98       | 1,98       | 3,32       | 3,32       | 4,92      | 4,92      | 7,7       | 7,7       | 6,46      | 6,46      | 6,11      | 6,11      | 4,79       | 4,79       | 5,56       | 5,56       | 5,35       | 5,35       |

(*) 1976: NIC (6,91%), PCB (2,83%), UDC (5,15%) / 1982: UDRT (1,39%) / 1988: PC (2,44%) / 2006: DCR (2,14%)
De meerderheid wordt vet aangegeven. De grootste partij is in kleur.

### Burgemeesters
- 1971-1992 Georges Flagothier (PSC)
- 1993-1994 Maurice Bruwier (PSC)
- 1995-2017 Claude Ancion (PRL)
- 2017-heden Luc Delvaux (MR)

## Verkeer en vervoer
De plaats ligt aan de N30 van Luik naar Bastenaken, die de belangrijkste verbinding was tussen deze plaatsen tot de aanleg van de A26, die iets naar het oosten ligt. Tevens ligt er de gewestweg N678.

## Sport
Voetbalclub Sprimont Comblain Sport is aangesloten bij de KBVB en actief in de nationale reeksen.
Elk jaar op de vierde zondag van april vormt Sprimont een onderdeel van de finale van de wielerklassieker Luik-Bastenaken-Luik. Ten zuiden van Sprimont wordt La Redoute beklommen, waarna het parcours tot 2022 via de N30 noordwaarts door Sprimont ging over de Côte de Sprimont. Vanaf 2023 gaat men na de Redoute rechtsaf en worden binnen de gemeente Sprimont de Côte de Cornemont en de Côte des Forges beklommen.

## Geboren in Sprimont
- Eugène Dodeigne (1923-2015), Belgisch-Frans beeldhouwer
- Georges Flagothier (1929-2011), Belgisch senator
- Paul Lannoye (1939-2021), (euro)politicus
- Lucas Pirard (1995), Belgisch voetbaldoelman

## Externe link

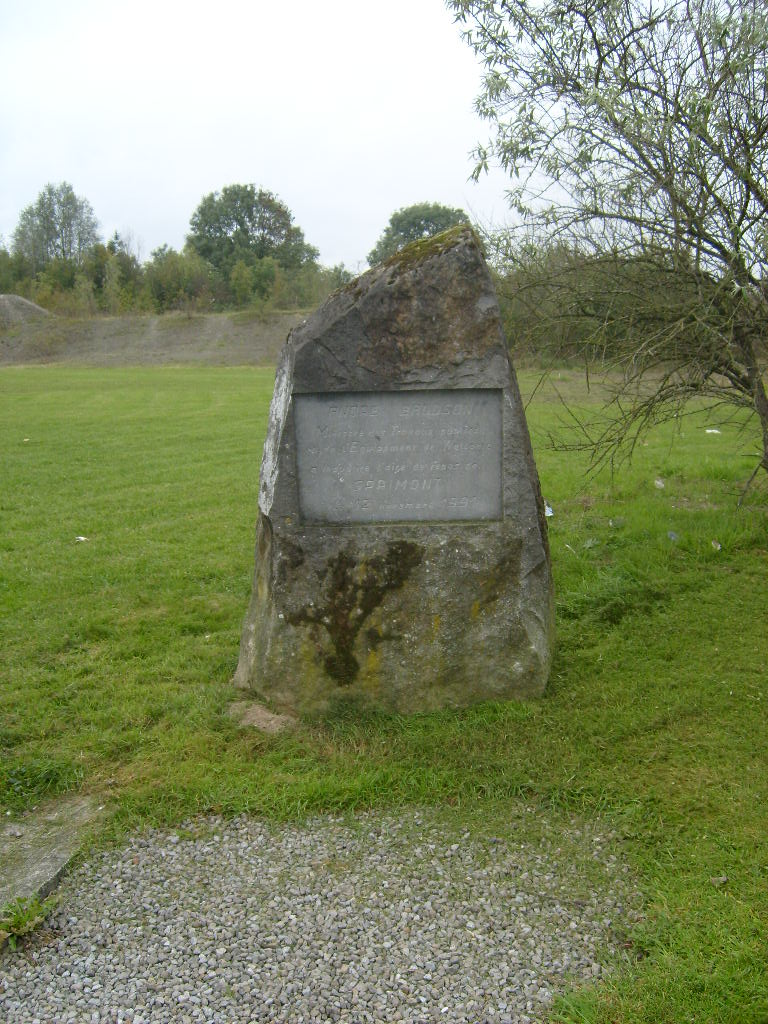
Monument bij wegrestaurant in Sprimont.